# Корони Сасанідів
Корони Сасанідів — корони, що використовувалися монархами династії Сасанідів Ірану. Кожен монарх мав свою унікальну корону, а деякі мали кілька корон.
Багато пізніших сасанідських корон підвішувалися золотим ланцюгом до вершини арки в залі для аудієнцій, оскільки шия правителя не могла витримати вагу складної корони. Пізніші джерела стверджують, що практика «висячої корони» поширювалася на всі публічні появи монарха, навіть на смертному ложі. Корона також підвішувалась під час народження шахського спадкоємця. Візантійці перейняли цей звичай від іранського двору.

## Галерея

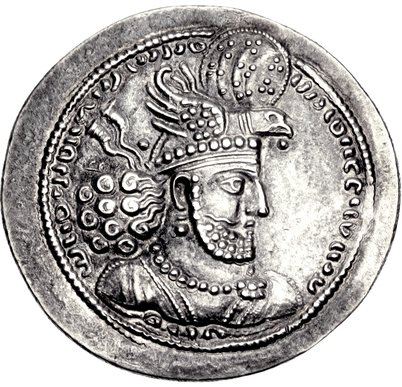
Монета сасанідського шахіншаха Хормізда II
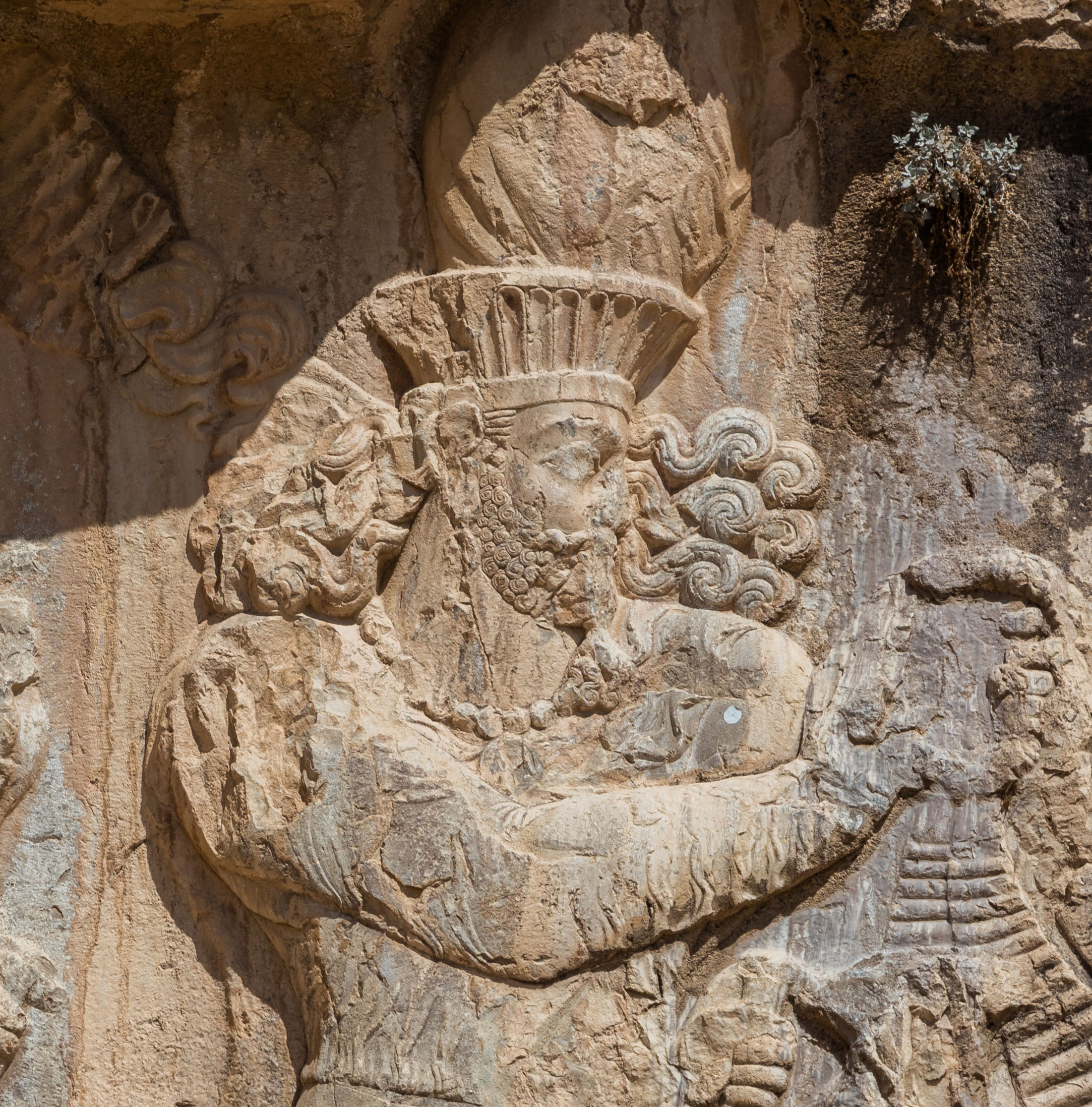
Корона Нарсе. Фрагмент його рельєфу у Накші-Рустамі
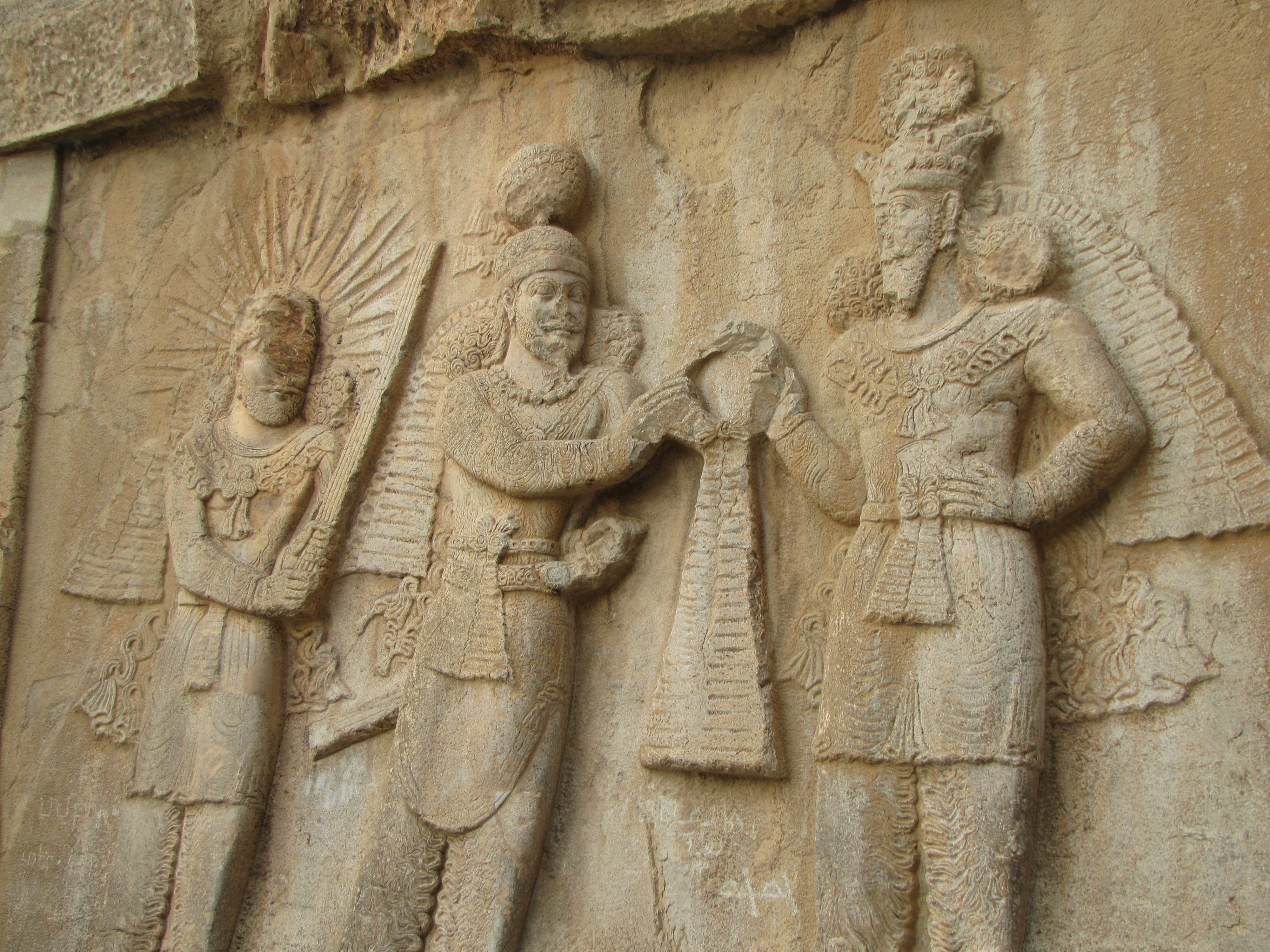
Шахіншах Ардашир I. Фрагмент його рельєфу у Накші-Рустамі
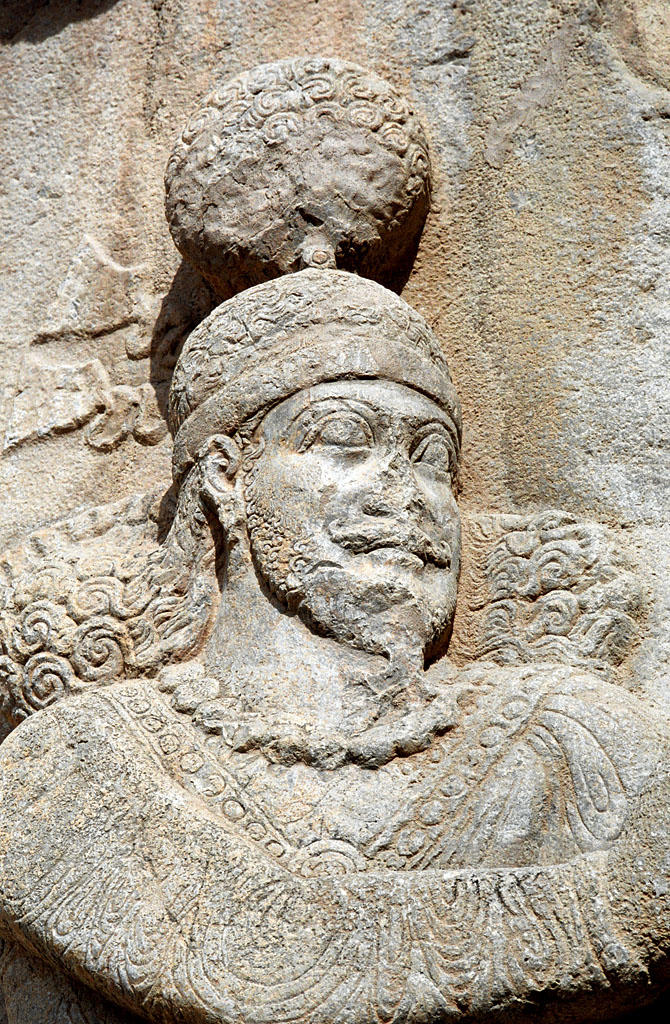
Шахіншах Ардашир I. Фрагмент його рельєфу у Накші-Рустамі
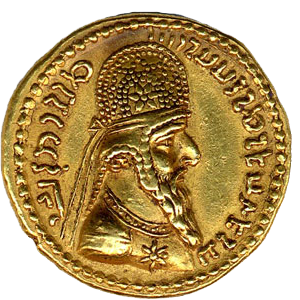
Рання сасанідська монета. Шахіншах Ардашир I носить парфянську корону
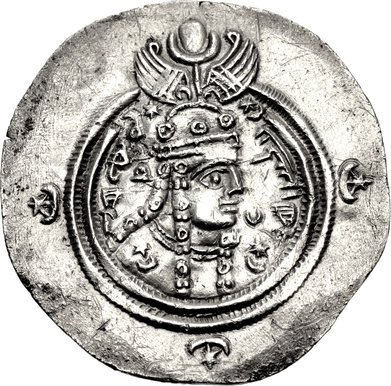
Монета Борандохт, приклад корони, використовуваної жінкою-монархом
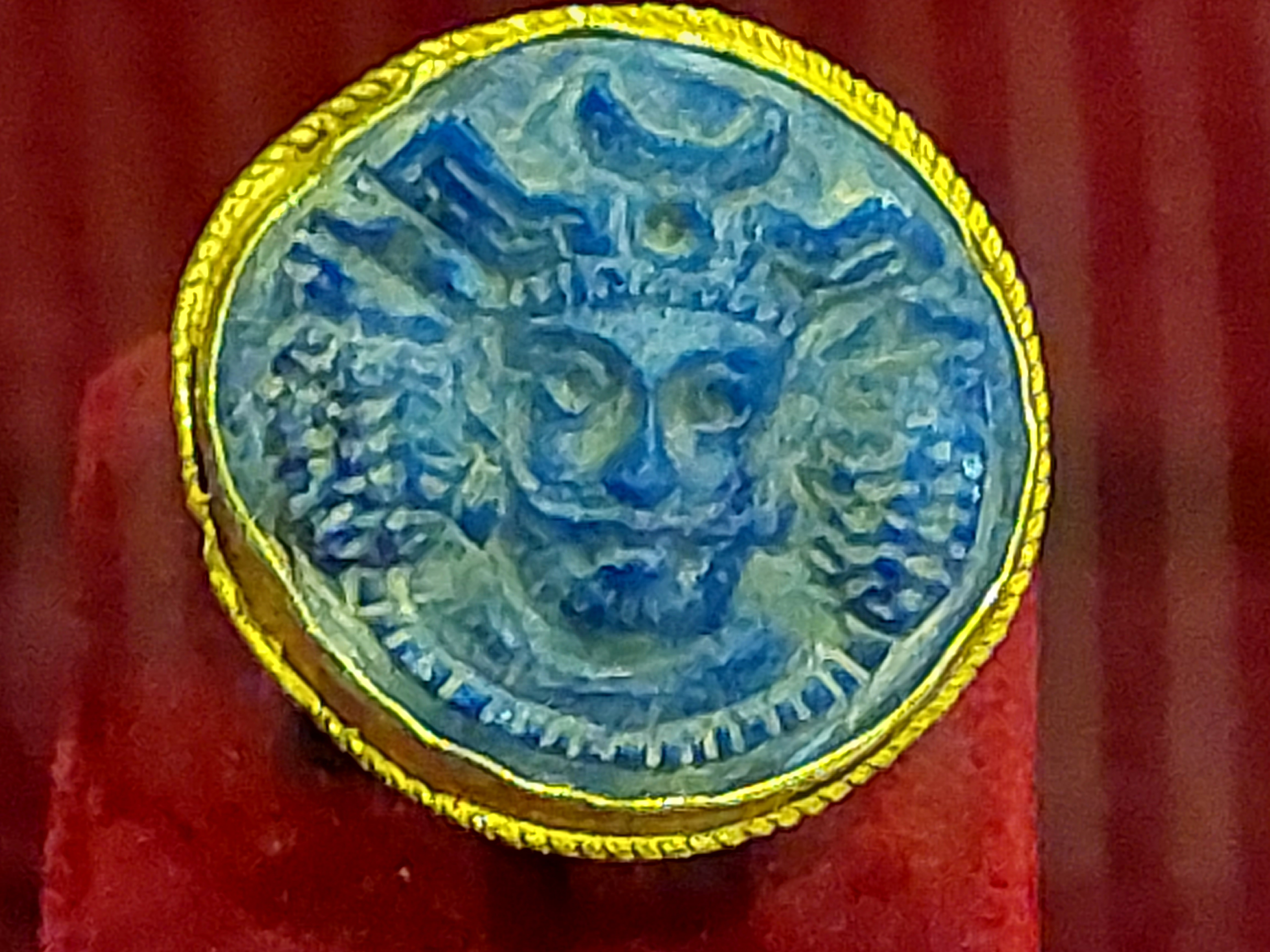
Золоте кільце із зображенням сасанідського шахіншаха в короні у вигляді півмісяця і східчастих зубців
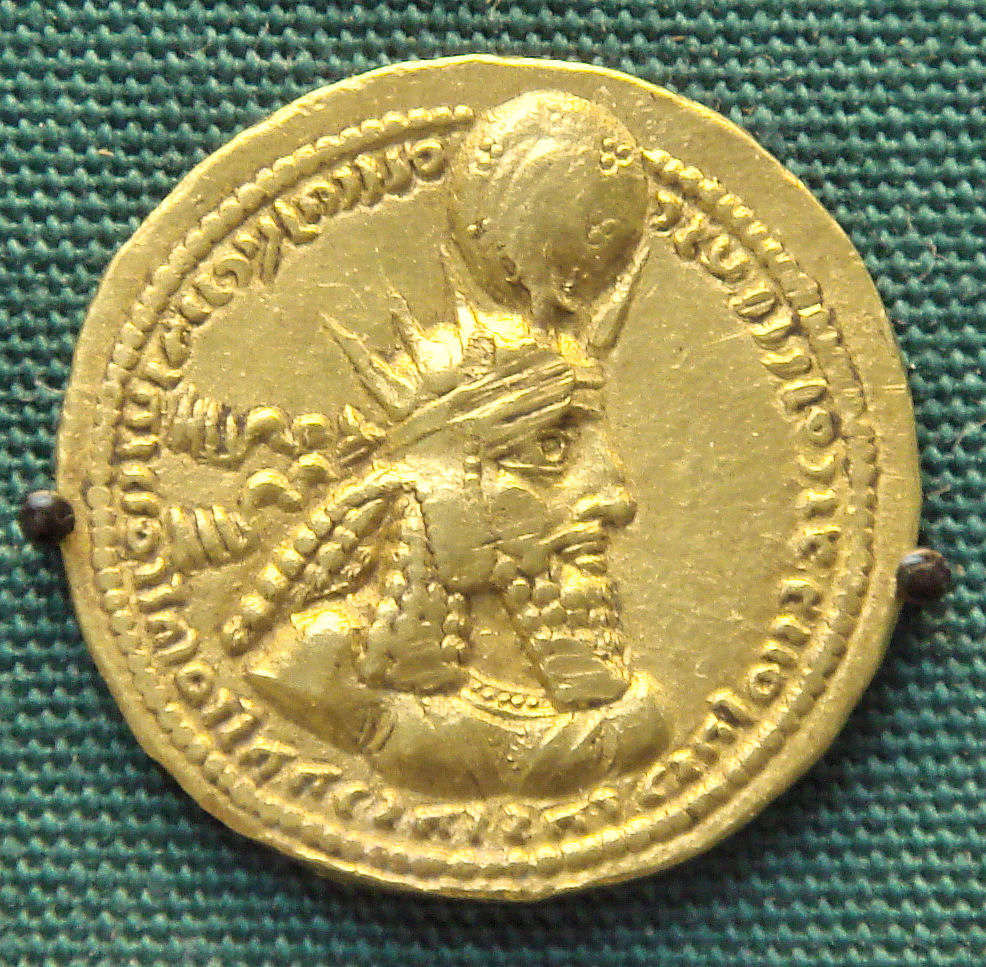